# Tegnaby socken
Tegnaby socken i Småland ingick i Konga härad i Värend och är sedan 1971 en del av Växjö kommun i Kronobergs län, från 2016 inom Hemmesjö-Tegnaby distrikt.
Socknens areal är 40 kvadratkilometer, varav land 36. År 1951 fanns här 499 invånare. Den gamla sockenkyrkan av trä i Tegnaby revs i anslutning till att den egna församlingen upphörde 1854. Efter det användes Hemmesjö gamla kyrka och Hemmesjö nya kyrka som båda ligger i den socken.

## Administrativ historik
Tegnaby socken har medeltida ursprung. 
1854 införlivades Tegnaby församling i den nybildade Hemmesjö med Tegnaby församling som vid kommunreformen 1862 tog över socknens ansvar för de kyrkliga frågorna medan ansvaret för de borgerliga frågorna då överfördes till Tegnaby landskommun. Landskommunen inkorporerade 1941  Hemmesjö landskommun och uppgick 1952 i Östra Torsås landskommun som sedan 1971 uppgick i Växjö kommun. Församlingen uppgick 2014 i Hemmesjö-Furuby församling. 
1 januari 2016 inrättades distriktet Hemmesjö-Tegnaby, med samma omfattning som Hemmesjö med Tegnaby församling hade 1999/2000, och vari detta sockenområde ingår.
Socknen tillhört samma fögderier och domsagor som Konga härad. De indelta soldaterna tillhörde Smålands husarregemente, Vexio kompaniet, och Kronobergs regemente, Liv kompaniet.

## Geografi
Tegnaby socken ligger kring Tegnabysjön.  Socknen är en flack skogstrakt med mossar, kuperad längst i öster.
Gården Tegnaholm fungerade under åren 1686-1876 som boställe för översten vid Kronobergs regemente.

## Fornminnen
Hällkistor från stenåldern finns vid Tegnaby och Lillegård, från bronsåldern vid  Yngslanda. Järnåldersgravfält finns vid Bramstorp.

## Namnet
Namnet (1314 Theganby), taget från kyrkbyn, består av förledet thegn, fri man i hög ställning, och efterledet by.

### Fotnoter
1. 1 2 3 4  Svensk Uppslagsbok andra upplagan 1947–1955: Tegnaby socken
2. ↑  Harlén, Hans; Harlén Eivy (2003). Sverige från A till Ö: geografisk-historisk uppslagsbok. Stockholm: Kommentus. Libris 9337075. ISBN 91-7345-139-8
3. ↑  ”Församlingar”. Statistiska centralbyrån. https://www.scb.se/hitta-statistik/regional-statistik-och-kartor/regionala-indelningar/forsamlingar/. Läst 30 december 2022.
4. ↑  Administrativ historik för Tegnaby socken (Klicka på församlingsposten). Källa: Nationella arkivdatabasen, Riksarkivet.
5. 1 2  Sjögren, Otto (1931). Sverige geografisk beskrivning del 2 Östergötlands, Jönköpings, Kronobergs, Kalmar och Gotlands län. Stockholm: Wahlström & Widstrand. Libris 9939
6. ↑  Fornlämningar, Statens historiska museum: Tegnaby socken
7. ↑  Fornminnesregistret, Riksantikvarieämbetet: Tegnaby socken Fornminnen i socknen erhålls på kartan genom att skriva in sockennamn (utan "socken") i "Ange geografiskt område"